# ケンマール
ケンマール (Kenmare) とはフランスで生産された競走馬および種牡馬である。ケンメアと表記される場合もある。

## 経歴
競走馬時代は2歳時の1977年にトマ・ブリョン賞 (G3) 、3歳時の1978年にはフォンテーヌブロー賞 (G3) とジャック・ル・マロワ賞を制すなどマイル競走で活躍していた。その後、ムーラン・ド・ロンシャン賞で5着となったのを最後に競走馬を引退した。
1979年よりフランスで種牡馬となり、1984年と1985年にはフランス2歳リーディングサイアーとなり、1988年にはフランスリーディングサイアーと3度目のフランス2歳リーディングサイアー、翌1989年は2年連続でフランスリーディングサイアーとなるなど産駒が活躍した。そして2001年に死亡した。
後継種牡馬も多く残し、ケンドールやハイエストオナーといった馬たちも種牡馬として成功しており、カンパラとともにゼダーン系の主流系統に挙げられ現在も父系を繋いでいる。
日本には競走馬としての産駒が数頭輸入されたが目立った成績を残した馬はいない。しかし母の父としては短距離競走で活躍したシンボリスウォードと2000年のクリスタルカップを制したスイートオーキッド兄妹や2007年の京王杯スプリングカップ2着のシンボリエスケープを輩出し、シンボリ牧場の所有馬の活躍が目立っている。

## おもな産駒
- 1983年生
  - Highest Honor / ハイエストオナー（1987年イスパーン賞、種牡馬）
- 1984年生
  - Saint Andrews / サンタンドリュー（1988年ガネー賞、1989年ガネー賞、種牡馬）
  - Sakura Reiko / サクラレイコ（1986年モルニ賞）
- 1986年生
  - Kendor / ケンドール（1988年グラン・クリテリウム、1989年プール・デッセ・デ・プーラン、種牡馬）
- 1988年生
  - Metal Storm / メタルストーム（種牡馬）
  - Vert Amande / ヴェールタマンド（1993年ガネー賞、種牡馬）

## 血統表
| ケンマールの血統（ゼダーン系／Nasrullah・Rivaz 4×4×4==18.75%） | ケンマールの血統（ゼダーン系／Nasrullah・Rivaz 4×4×4==18.75%） | ケンマールの血統（ゼダーン系／Nasrullah・Rivaz 4×4×4==18.75%） | （血統表の出典） | （血統表の出典） |
| 父 Kalamoun 1970 芦毛                                          | 父の父*ゼダーン Zeddaan 1965 芦毛                              | Grey Sovereign                                                 | Nasrullah        | Nasrullah        |
| 父 Kalamoun 1970 芦毛                                          | 父の父*ゼダーン Zeddaan 1965 芦毛                              | Grey Sovereign                                                 | Kong             |                  |
| 父 Kalamoun 1970 芦毛                                          | 父の父*ゼダーン Zeddaan 1965 芦毛                              | Vareta                                                         | Vilmorin         | Vilmorin         |
| 父 Kalamoun 1970 芦毛                                          | 父の父*ゼダーン Zeddaan 1965 芦毛                              | Vareta                                                         | Veronique        |                  |
| 父 Kalamoun 1970 芦毛                                          | 父の母Khairunissa 1960 芦毛                                    | Prince Bio                                                     | Prince Rose      | Prince Rose      |
| 父 Kalamoun 1970 芦毛                                          | 父の母Khairunissa 1960 芦毛                                    | Prince Bio                                                     | Biologie         |                  |
| 父 Kalamoun 1970 芦毛                                          | 父の母Khairunissa 1960 芦毛                                    | Palariva                                                       | Palestine        | Palestine        |
| 父 Kalamoun 1970 芦毛                                          | 父の母Khairunissa 1960 芦毛                                    | Palariva                                                       | Rivaz            |                  |
| 母 Belle of Ireland 1964 栗毛                                  | 母の父Milesian 1953 鹿毛                                       | My Babu                                                        | Djebel           | Djebel           |
| 母 Belle of Ireland 1964 栗毛                                  | 母の父Milesian 1953 鹿毛                                       | My Babu                                                        | Perfume          |                  |
| 母 Belle of Ireland 1964 栗毛                                  | 母の父Milesian 1953 鹿毛                                       | Oatflake                                                       | Coup de Lyon     | Coup de Lyon     |
| 母 Belle of Ireland 1964 栗毛                                  | 母の父Milesian 1953 鹿毛                                       | Oatflake                                                       | Avena            |                  |
| 母 Belle of Ireland 1964 栗毛                                  | 母の母Belle of the Ball 1958 鹿毛                              | Nearula                                                        | Nasrullah        | Nasrullah        |
| 母 Belle of Ireland 1964 栗毛                                  | 母の母Belle of the Ball 1958 鹿毛                              | Nearula                                                        | Respite          |                  |
| 母 Belle of Ireland 1964 栗毛                                  | 母の母Belle of the Ball 1958 鹿毛                              | Geifang Belle                                                  | Big Game         | Big Game         |
| 母 Belle of Ireland 1964 栗毛                                  | 母の母Belle of the Ball 1958 鹿毛                              | Geifang Belle                                                  | Foxtrot F-No.1-m |                  |